# Memories (chanson de David Guetta)
Pour les articles homonymes, voir Memories.
Singles de David Guetta
One Love
(2009) Gettin' Over You
(2010)
Singles par Kid Cudi
Pursuit of Happiness
(2010) That Tree
(2010)
Memories est une chanson de David Guetta, en duo avec le rappeur Kid Cudi. Ce titre est sorti le 24 août 2009. Il s'agit du 4e single extrait de l'album One Love. Memories est entrée dans le top 5 des ventes en Belgique, Autriche, République tchèque, Australie, Pays-Bas, Finlande, Nouvelle-Zélande, France et en Irlande. Le clip a été tourné à Miami et réalisé par Keith Schofield.

## Genèse
Le titre est créé dans un avion entre Paris et Los Angeles, composé par David Guetta et Fred Rister. La rencontre entre le DJ français et Kid Cudi se fait sur le tournage du clip de I Gotta Feeling des Black Eyed Peas, Will.i.am présentant David Guetta au rappeur américain. David Guetta avait son ordinateur et lui fait écouter l'instrumental de Memories durant 2 minutes, Kid Cudi décide de le terminer dès le lendemain : « On l'enregistre demain à 14h au studio ». « Pas de managers, pas d'avocat, juste… la musique », commente David.
Robert Copsey de Digital Spy a donné une appréciation positive à la chanson en déclarant que « la voix et les beats sont bons. Tous les ingrédients d'une chanson classique de Guetta sont présents, et pour Kid Cudi, la voix grave est assez agréable ». Digital Psy donne 3 sur 5 à la chanson..

## Clip vidéo
Le clip vidéo a été tourné le 4 janvier 2010, et sort le 9 février 2010.
Kid Cudi est vêtu d'un t-shirt Guns N 'Roses T-shirt et un chapeau de baseball Cleveland Indians marchant le long du boulevard Biscayne et un salon de coiffure Franck Provost filmé par une équipe de filles dénudées portant des bottes qui sont reflétées par des miroirs en arrière-plan.
La scène dans le salon de coiffure, un sèche-cheveux sur un homme chauve est mis en-avant ainsi qu'une mousse à raser utilisés sur la tête d'un autre client.
La première scène David Guetta mixant dans la rue où se vendent des voitures d'occasion, il n'y a aucun client. David Guetta joue pour en attirer. Deux personnes qui portent un miroir passe derrière David pendant qu'il joue.
Kid Cudi commente le clip : « Il y a beaucoup de trucages caméra, de situations différentes, où David est en train de jouer, et il y a un miroir derrière qui bouge, et on s'aperçoit que les gens qui filment la scène sont en fait un groupe de filles nues. »
La fin de la vidéo se termine en boite de nuit en compagnie de David Guetta, les scènes en club ont été filmées la nuit au 50 Nord-11th Street Miami, FL 33132. les fans ont été invités à être dans la scène en club.
Ce clip est cité comme « une catastrophe, ma casserole absolue. […] Je me retrouve aux côtés de Kid Cudi qui est un rappeur mais aussi un acteur avec une forte présence devant la caméra. Je me sens ridicule à côté de lui. À chaque fois que je vois ce clip, je ne suis pas bien. »

## Liste des pistes
- CD single au Royaume-Uni

1. Memories – 3:28
2. Memories (Fuck Me I'm Famous Remix) – 6:06

- CD single en France

1. Memories – 3:28
2. Memories (Extended) – 5:20
3. Memories (Fuck Me I'm Famous Remix) – 6:06

- 12" maxi en Italie

1. Memories (Extended) – 5:20
2. Memories (Bingo Players Remix) – 6:22
3. Memories (F*** Me I'm Famous Remix) – 6:06
4. Memories (Armand Van Helden Remix) – 5:29

- Memories (2021 Remix)

1. Memories (2021 Remix) – 2:43
2. Memories (2021 Remix Extended) – 3:49

## Classements et certifications
La chanson de David Guetta et Kid Cudi Memories est restée durant 414 semaines dans les 19 hit-parades recensés. La 2e semaine de l'année 2010, le titre apparait pour la 1re fois dans un classement, il s'agit du hit-parade australien et sa dernière apparition a été la semaine 37/2010 dans le Top Singles Portugal 50 et l'Allemagne Singles Top 100.
| Classement (2010-2011)                  | Meilleure position |
| --------------------------------------- | ------------------ |
| Allemagne (Media Control AG)            | 6                  |
| Australie (ARIA)                        | 3                  |
| Autriche (Ö3 Austria Top 40)            | 2                  |
| Belgique (Flandre Ultratop 50 Singles)  | 2                  |
| Belgique (Wallonie Ultratop 50 Singles) | 1                  |
| Canada (Hot 100)                        | 18                 |
| République tchèque                      | 2                  |
| Danemark (Tracklisten)                  | 8                  |
| États-Unis (Hot 100)                    | 46                 |
| États-Unis (Dance Club Songs)           | 7                  |
| États-Unis (Pop Airplay)                | 22                 |
| Europe (Hot 100)                        | 3                  |
| Finlande (Suomen virallinen lista)      | 4                  |
| France (SNEP)                           | 5                  |
| France (Club 40)                        | 2                  |
| Hongrie (Single Top 40)                 | 7                  |
| Irlande (IRMA)                          | 5                  |
| Pays-Bas (Single Top 100)               | 3                  |
| Nouvelle-Zélande (RMNZ)                 | 4                  |
| Norvège (VG-lista)                      | 11                 |
| Pologne                                 | 1                  |
| Espagne (PROMUSICAE)                    | 17                 |
| Suède (Sverigetopplistan)               | 14                 |
| Suisse (Schweizer Hitparade)            | 7                  |
| Royaume-Uni (UK Dance Chart)            | 2                  |
| Royaume-Uni (UK Singles Chart)          | 15                 |

| Classement (2010)   | Position |
| ------------------- | -------- |
| Australie           | 29       |
| Belgique (Wallonie) | 4        |
| Pays-Bas            | 10       |
| Europe (Hot 100)    | 17       |
| Allemagne           | 29       |
| Hongrie             | 78       |
| Canada              | 68       |
| Italie              | 43       |
| Roumanie            | 23       |
| Espagne             | 38       |

| Pays        | Certification |
| ----------- | ------------- |
| Australie   | 2 × Platine   |
| Autriche    | 2 × Platine   |
| Belgique    | Platine       |
| Danemark    | Or            |
| Allemagne   | Or            |
| Italie      | Platine       |
| Royaume-Uni | Argent        |

## Historique de sortie
| Pays        | Date de sortie  | Format      |
| ----------- | --------------- | ----------- |
| France      | 6 février 2010  | CD single   |
| Australie   | 17 février 2010 | EP single 1 |
| Belgique    | 17 février 2010 | EP single 1 |
| Danemark    | 17 février 2010 | EP single 1 |
| Finlande    | 17 février 2010 | EP single 1 |
| France      | 17 février 2010 | EP single 1 |
| Irlande     | 17 février 2010 | EP single 1 |
| Pays-Bas    | 17 février 2010 | EP single 1 |
| Norvège     | 17 février 2010 | EP single 1 |
| Espagne     | 17 février 2010 | EP single 1 |
| Suède       | 17 février 2010 | EP single 1 |
| Suisse      | 17 février 2010 | EP single 1 |
| Australie   | 29 mars 2010    | EP single 2 |
| Belgique    | 29 mars 2010    | EP single 2 |
| Danemark    | 29 mars 2010    | EP single 2 |
| Irlande     | 29 mars 2010    | EP single 2 |
| Pays-Bas    | 29 mars 2010    | EP single 2 |
| Norvège     | 29 mars 2010    | EP single 2 |
| Espagne     | 29 mars 2010    | EP single 2 |
| Suède       | 29 mars 2010    | EP single 2 |
| Suisse      | 29 mars 2010    | EP single 2 |
| France      | 30 mars 2010    | EP single 2 |
| Royaume-Uni | 4 avril 2010    | EP single 2 |